# Io tra di noi
| Recensione | Giudizio |
| ---------- | -------- |
| Rumore     |          |

Io tra di noi è il quarto album di Dente, pubblicato l'11 ottobre 2011 da Ghost Records e distribuito da Venus Dischi.

## Il disco
Il titolo del disco è una citazione da Ed io tra di voi di Charles Aznavour. Giuseppe Peveri asserisce: "Io tra di Noi è un paradosso. Ma è anche una descrizione molto asciutta del senso di colpa. Io tra di noi significa "è colpa mia". Solo colpa mia. Perché non c'è un terzo che si è intromesso."
Le 12 tracce che compongono il disco provengono dal materiale scritto e registrato durante il tour di L'amore non è bello poi arrangiato in studio insieme a Enrico Gabrielli e Massimo Martellotta (membri dei Calibro 35), Gianluca Gambini, Andrea Cipelli detto Sig. Solo e Nicola Faimali. Per la prima volta Giuseppe Peveri sceglie di essere affiancato alla produzione da un produttore e tecnico del suono come Tommaso Colliva (Muse, Franz Ferdinand, Twilight Singers, Calibro 35, Afterhours, Le Vibrazioni, Marta sui tubi e altri), con cui aveva già brevemente collaborato per la compilation Il lato beat Vol. 1.
L'album è tra i finalisti del Premio Tenco 2012 nella categoria "Album dell'anno".

## Tracce
Testi e musiche di Giuseppe Peveri.
1. Due volte niente – 2:46
2. Piccolo destino ridicolo – 2:50
3. Saldati – 3:10
4. Casa tua – 2:50
5. Cuore di pietra – 0:47
6. Giudizio universatile – 3:18
7. Da Varese a quel paese – 3:49
8. Io sì – 3:49
9. Puntino sulla i – 2:44
10. La settimana enigmatica – 2:57
11. Pensiero associativo – 2:33
12. Rette parallele – 7:14

Durata totale: 38:47

## Formazione[11]
- Dente - voce, chitarra, percussioni (tracce 7, 8), campane tubolari (tracce 8), macchina da scrivere (traccia 8), cori (traccia 12), "quello che arriva con la bottiglia vuota" (traccia 12)
- Gianluca Gambini - batteria (tracce 2, 3, 4, 6, 7, 8, 10, 11, 12), tamburello (traccia 6), percussioni (traccia 10), cori (traccia 12)
- Andrea Cipelli (Sig.Solo) - organo Rodeo (tracce 2, 4, 7, 8), Fender Rhodes (tracce 2, 11, 12), pianoforte (tracce 3, 4, 7, 12), piano Wurlitzer (traccia 6, 10), organo (traccia 10), cori (traccia 12)
- Nicola Faimali - basso (tracce 2, 3, 4, 6, 7, 8, 11, 12), contrabbasso (traccia 10), cori (traccia 12)
- Daniel Plentz - shaker (traccia 2), percussioni (traccia 12), cori (traccia 12)
- Massimo Martellotta - dulcitone (traccia 3)
- Rodrigo D'Erasmo - violini (tracce 3, 6)
- Daniela Savoldi - violoncello (tracce 3, 6)
- Enrico Gabrielli - sax contralto (traccia 3, 7, 11), flauto (tracce 3, 4, 12), cori (traccia 12)
- Raffaele Köhler - tromba (tracce 3, 4, 11)
- Luciano Macchia - trombone (tracce 3, 4, 11)
- Domenico Mamone - sax baritono (traccia 3, 11)
- Tommaso Colliva - glockenspiel (tracce 6, 9, 10)
- Tommaso Sacchi - cori (traccia 12)

## Successo commerciale
L'album debutta al 15º posto della classifica italiana FIMI, retrocedendo ogni settimana con una media di 28 posizioni fino ad uscirne la quinta settimana.